# De Muziekinstrumentenbuurt
De Muziekinstrumentenbuurt is een buurt in 's-Hertogenbosch, in de Nederlandse provincie Noord-Brabant. De buurt ligt in de wijk De Hambaken in het stadsdeel Noord. De buurt ligt ten zuiden van de A59. De straatnamen horen bij de naam van de buurt: Trompet, Fagot, Trombone, Saxofoon, Piccolo, Piano, Tamboerijn, Tuba, Mandoline, Klarinet, Cello en Harp.

## Bevolking
44,58% Nederlandse achtergrond,
55,42% Migratieachtergrond

## Aangrenzende wijken
| Aangrenzende wijken    | Aangrenzende wijken | Aangrenzende wijken | Aangrenzende wijken | Aangrenzende wijken |
| ---------------------- | ------------------- | ------------------- | ------------------- | ------------------- |
|                        |                     | Maaspoort           |                     |                     |
|                        |                     |                     |                     |                     |
| Bedrijventerrein-Noord | De Sprookjesbuurt   |                     |                     |                     |
|                        |                     |                     |                     |                     |
| Orthen West            |                     | De Edelstenenbuurt  |                     | De Hambaken         |